# Ctenichneumon townesi
Ctenichneumon townesi là một loài tò vò trong họ Ichneumonidae.